# San Martín Jilotepeque
San Martín Jilotepeque (San Martín: en honor a su santo patrono Martín Obispo de Tours; Jilotepeque: del náhuatl, significa «en el cerro de maíz tierno») es un municipio del departamento de Chimaltenango, en la República de Guatemala. De acuerdo al censo oficial de 2018, tenía una población de 89.190 habitantes.
Durante la época colonial fue una doctrina de los frailes dominicos hasta 1754, en que estos la traspasaron junto con el resto de sus reducciones al clero secular; luego, tras los terremotos de Santa Marta en 1773 varias familias que sufrieron la pérdida de sus hogares en la ciudad de Santiago de los Caballeros de Guatemala se radicaron en esta localidad.
Tras la Independencia de Centroamérica en 1821, fue asignado fue uno de los municipios originales del Estado de Guatemala, establecido formalmente en 1825; también fue asignada al circuito de San Juan Comalapa en el Distrito N.°8 (Sacatepéquez) para la impartición de justicia por medio de juicios de jurados.
La localidad sufrió los estragos del terremoto de Guatemala de 1976 quedando destruida casi en su totalidad.

## Toponimia
Muchos de los nombres de los municipios y poblados de Guatemala constan de dos partes: el nombre del santo católico que se venera el día en que fueron fundados y una descripción con raíz náhuatl; esto se debe a que las tropas que invadieron la región en la década de 1520 al mando de Pedro de Alvarado estaban compuestas por soldados españoles y por indígenas tlaxcaltecas y cholultecas. Alrededor de 1545, el nuevo pueblo fundado por los conquistadores recibió su nombre en honor a San Martín de Tours, mientras que el topónimo «Jilotepque» o «Xilotepeque», es de origen náhuatl, formado por las voces «xilotl» (español: «mazorca de maíz tierno»), «tepē-» «(español: cerro, montaña)» y «-k»(español: «en»), por lo que significaría «en el cerro de maíz tierno». 

## Geografía física

### Ubicación geográfica
En la parte norte del municipio de San Martín Jilotepeque, en la Aldea Las Escobas, a 20 km de la cabecera municipal, se encuentra ubicado el sitio arqueológico de Mixco Viejo, evidencia de la fortaleza de la cultura Kaqchikel, que puso resistencia a la invasión española.
- Norte: Joyabaj, municipio del departamento de El Quiché
- Sur: Zaragoza y Chimaltenango, municipios del departamento de Chimaltenango
- Este: San Juan Sacatepéquez, municipio del departamento de Guatemala
- Oeste: San José Poaquil y San Juan Comalapa, municipios del departamento de Chimaltenango
- Suroeste: San Juan Comalapa, municipio del departamento de Chimaltenango[3]

|                                           | Norte: Joyabaj              |                             |
| Oeste: San José Poaquil San Juan Comalapa |                             | Este: San Juan Sacatepéquez |
| Suroeste: San Juan Comalapa               | Sur: Zaragoza Chimaltenango |                             |

## Gobierno municipal
Los municipios se encuentran regulados en diversas leyes de la República, que establecen su forma de organización, lo relativo a la conformación de sus órganos administrativos y los tributos destinados para los mismos.  Aunque se trata de entidades autónomas, se encuentran sujetos a la legislación nacional y las principales leyes que los rigen desde 1985 son:
| N.º | Ley                                                | Descripción |
| --- | -------------------------------------------------- | --- |
| 1   | Constitución Política de la República de Guatemala | Tiene una regulación legal específica para los municipios en los artículos 253 al 262. |
| 2   | Ley Electoral y de Partidos Políticos              | Ley de carácter constitucional aplicable a los municipios en el tema de la conformación de sus autoridades electas. |
| 3   | Código Municipal                                   | Decreto 12-2002 del Congreso de la República de Guatemala. Tiene la categoría de ley ordinaria y contiene preceptos generales aplicables a todos los municipios, e inclusive contiene legislación referente a la creación de los municipios.             |
| 4   | Ley de Servicio Municipal                          | Decreto 1-87 del Congreso de la República de Guatemala. Regula las relaciones entra la municipalidad y los servidores públicos en materia laboral. Tiene su base constitucional en el artículo 262 de la constitución que ordena la emisión de la misma. |
| 5   | Ley General de Descentralización                   | Decreto 14-2002 del Congreso de la República de Guatemala. Regula el deber constitucional del Estado, y por ende del municipio, de promover y aplicar la descentralización y desconcentración económica y administrativa.                                |

El gobierno de los municipios está a cargo de un Concejo Municipal mientras que el código municipal —ley ordinaria que contiene disposiciones que se aplican a todos los municipios— establece que «el concejo municipal es el órgano colegiado superior de deliberación y de decisión de los asuntos municipales […] y tiene su sede en la circunscripción de la cabecera municipal»; el artículo 33 del mencionado código establece que «[le] corresponde con exclusividad al concejo municipal el ejercicio del gobierno del municipio».
El concejo municipal se integra con el alcalde, los síndicos y concejales, electos directamente por sufragio universal y secreto para un período de cuatro años, pudiendo ser reelectos.
Existen también las Alcaldías Auxiliares, los Comités Comunitarios de Desarrollo (COCODE), el Comité Municipal del Desarrollo (COMUDE), las asociaciones culturales y las comisiones de trabajo. Los alcaldes auxiliares son elegidos por las comunidades de acuerdo a sus principios y tradiciones, y se reúnen con el alcalde municipal el primer domingo de cada mes, mientras que los Comités Comunitarios de Desarrollo y el Comité Municipal de Desarrollo organizan y facilitan la participación de las comunidades priorizando necesidades y problemas.

## Historia

### Época prehispánica: Postclásico Temprano
Según el Testamento de los Xpantzay, ellos fueron los fundadores de la ciudad de Och'al. Och'al ha sido identificado, tanto por John Fox como por George Braswell, como Chuisac, un sitio arqueológico grande a unos dos kilómetros al oeste de San Martín Jilotepeque.

### Época colonial
Los orígenes de este poblado se remontan al final del período postclásico mesoamericano. El primer asentamiento ha sido conocido como «Jilotepeque Viejo», el cual fue un notable centro kakchikel. En 1525, los conquistadores españoles enfrentaron una dura resistencia para su sometimiento debido a su posición estratégica e importancia. Después de la caída de la ciudad de Jilotepeque, que fue una de las últimas fortificaciones en sucumbir en la meseta central, los colonizadores decidieron buscar otras tierras para asentarse. Por lo que eligieron el valle donde ahora se asienta el municipio. Las tierras de climas más templados fuero seleccionadas por los Dominicos, quienes acompañaban a los colonizadores en la cristianización de los conquistados. La historia señala como 1542 como la fecha de fundación del municipio, pero otros datos sugieren 1545 (IDAEH).

### Doctrina de los dominicos

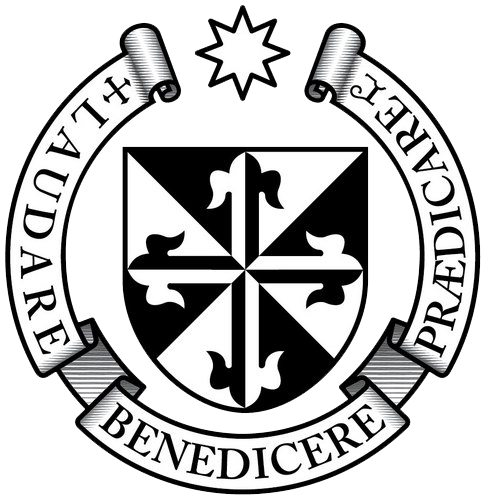
Escudo de la Orden de Predicadores.

La corona española se enfocó en la catequización de los indígenas; las congregaciones fundadas por los misioneros reales en el Nuevo Mundo fueron llamadas «doctrinas de indios» o simplemente «doctrinas». Originalmente, los frailes tenían únicamente una misión temporal: enseñarle la fe católica a los indígenas, para luego dar paso a parroquias seculares como las establecidas en España; con este fin, los frailes debían haber enseñado los evangelios y el idioma español a los nativos. Ya cuando los indígenas estuvieran catequizados y hablaran español, podrían empezar a vivir en parroquias y a contribuir con el diezmo, como hacían los peninsulares.
Pero este plan nunca se llevó a cabo, principalmente porque la corona perdió el control de las órdenes regulares tan pronto como los miembros de éstas se embarcaron para América. Por otra parte, protegidos por sus privilegios apostólicos para ayudar a la conversión de los indígenas, los misionares solamente atendieron a la autoridad de sus priores y provinciales, y no a la de las autoridades españolas ni a las de los obispos. Los provinciales de las órdenes, a su vez, únicamente rendían cuentas a los líderes de su orden y no a la corona; una vez habían establecido una doctrina, protegían sus intereses en ella, incluso en contra de los intereses del rey y de esta forma las doctrinas pasaron a ser pueblos de indios que se quedaron establecidos para todo el resto de la colonia.
Las doctrinas fueron fundadas a discreción de los frailes, ya que tenían libertad completa para establecer comunidades para catequizar a los indígenas, con la esperanza de que estas pasaran con el tiempo a la jurisdicción de una parroquia secular a la que se le pagaría el diezmo; en realidad, lo que ocurrió fue que las doctrinas crecieron sin control y nunca pasaron al control de parroquias. La administración colectiva por parte del grupo de frailes eran la característica más importante de las doctrinas ya que garantizaba la continuación del sistema de la comunidad en caso falleciese uno de los dirigentes.
En 1638, los dominicos separaron a sus grandes doctrinas —que les representaban considerables ingresos económicos— en grupos centrados en sus seis conventos: Los conventos estaban en: la ciudad de Santiago de los Caballeros de Guatemala, Amatitlán, Verapaz, Sonsonate, San Salvador y Sacapulas. Específicamente el convento de la Ciudad de Santiago de los Caballeros de Guatemala, la doctrina abarcaba los poblados de Chimaltenango, Jocotenango, Sumpango, San Juan Sacatepéquez, San Pedro Sacatepéquez, Santiago Sacatepéquez, Rabinal, San Martín Jilotepeque, Escuintla, Milpas Altas, Milpas Bajas, San Lucas Sacatepéquez, y el Barrio de Santo Domingo en la ciudad.

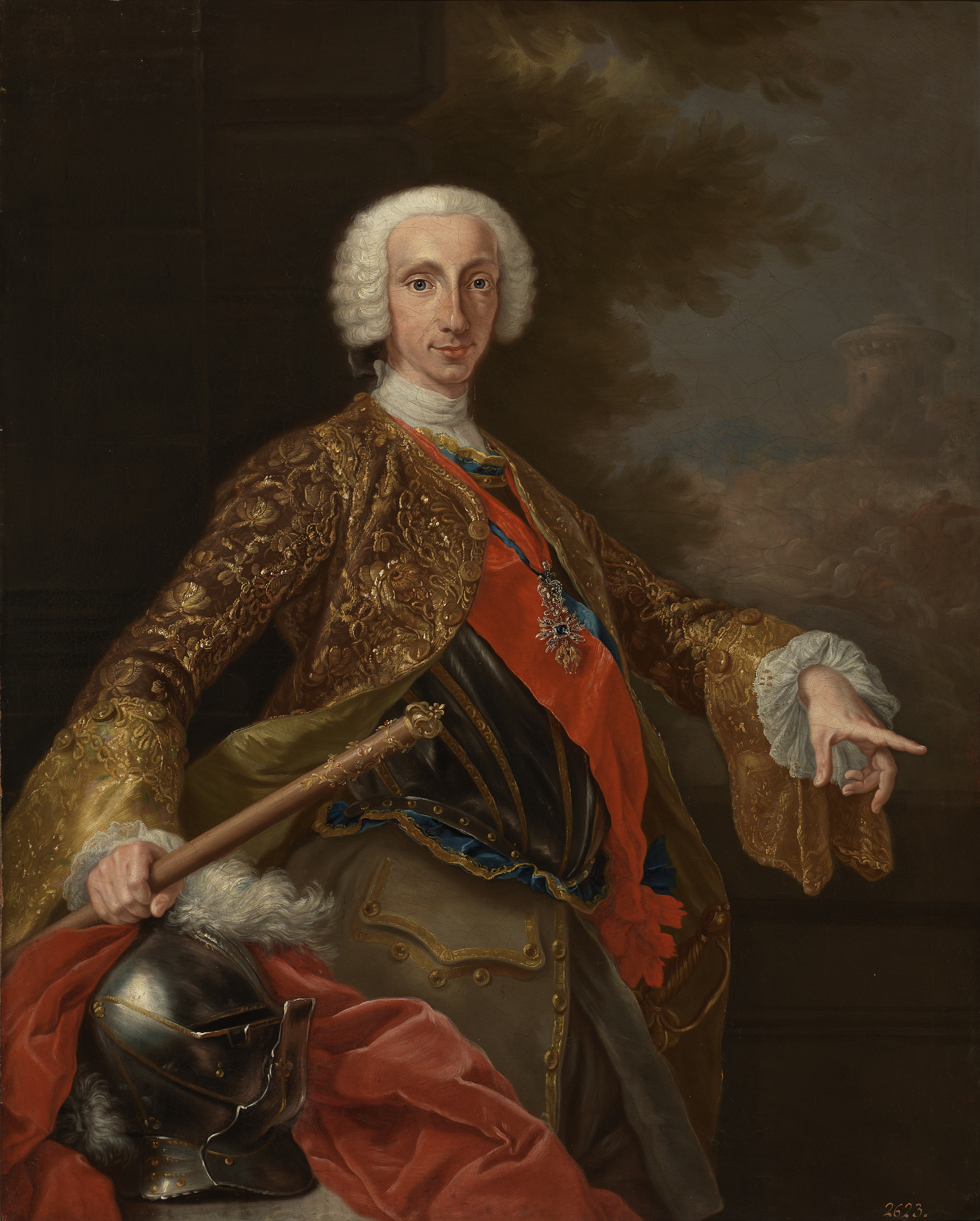
Rey Carlos III de España, promotor de las reformas borbónicas.

En 1754, en virtud de una Real Cédula parte de las Reformas Borbónicas, todos los curatos de las órdenes regulares fueron traspasados al clero secular. En 1765 se publicaron las reformas borbónicas de la Corona española, que pretendían recuperar el poder real sobre las colonias y aumentar la recaudación fiscal. Con estas reformas se crearon los estancos para controlar la producción de las bebidas embriagantes, el tabaco, la pólvora, los naipes y el patio de gallos. La real hacienda subastaba el estanco anualmente y un particular lo compraba, convirtiéndose así en el dueño del monopolio de cierto producto. Ese mismo año se crearon cuatro subdelegaciones de la Real Hacienda en San Salvador, Ciudad Real, Comayagua y León y la estructura político administrativa de la Capitanía General de Guatemala cambió a quince provincias:
Además de esta redistribución administrativa, la corona española estableció una política tendiente a disminuir el poder de la Iglesia católica, el cual hasta ese momento era prácticamente absoluto sobre los vasallos españoles. Esta política de disminución de poder de la iglesia se basaba en la Ilustración

### Tras el terremoto de Santa Marta
En 1773, Santiago de los Caballeros de Guatemala era una de las más famosas ciudades de las colonias españolas en América, y se consideraba que únicamente la Ciudad de México era más espléndida. De acuerdo a descripciones de la época, tres «monstruosos» volcanes la rodeaban: el Volcán de Agua, que era muy útil para la ciudad por su fertilidad, aparte de que su forma piramidal agregaba una hermosa vista, y los volcanes de Fuego -Volcán de Fuego y Volcán Acatenango-, a los que se llamó así porque, aunque estaban más distantes que el de Agua, habían hecho erupción en numerosas ocasiones y eran consideraros como los responsables de las constantes ruinas de la ciudad. La cercanía de los volcanes ayudaba a que hubiera baños de todo tipo para los habitantes de la ciudad: termales, medicinales y templados; además había numerosos potreros y haciendas en los alrededores. La ciudad era abastecida gracias a los productos que diariamente eran llevados desde los setenta y dos pueblos circunvecinos.Así se encontraba la ciudad en mayo de 1773 cuando empezaron a sentirse pequeños sismos, los cuales fueron incrementando su intensidad, y el 11 de junio un temblor dañó algunas casas y edificios; los sismos continuaron, hasta llegar al 29 de julio de 1773 —día de Santa Marta de Betania—en que se produjo el catastrófico terremoto. Se produjeron grandes pérdidas en templos y edificios públicos, así como casas particulares, pero no toda la ciudad quedó por los suelos. A pesar de ello, el capitán general Martín de Mayorga solicitó al Monarca de España el 21 de julio de 1775 la traslación de Santiago de los Caballeros de Guatemala, siempre vulnerable a erupciones volcánicas, inundaciones, y terremotos. El 2 de enero de 1776 fue oficializado el cuarto asentamiento, la Nueva Guatemala de la Asunción, con una primera sesión del ayuntamiento con el gobernador de la Audiencia, Matías de Gálvez y Gallardo, sobre las bases del llamado «Establecimiento Provisional de La Ermita». Por real orden dada en Aranjuez el 23 de mayo de 1776 se extinguió el nombre de «Santiago» y se adoptó el de «Nueva Guatemala de la Asunción» que, con el correr del tiempo es conocida en la actualidad como Ciudad de Guatemala.
Ahora bien, no todas las familias se trasladaron a la Nueva Guatemala de la Asunción; algunas se establecieron en San Martín Jilotepque, buscando seguridad después de aquel desastre telúrico.

### Tras la Independencia de Centroamérica
El Estado de Guatemala fue definido de la siguiente forma por la Asamblea Constituyente de dicho estado que emitió la constitución del mismo el 11 de octubre de 1825: «el estado conservará la denominación de Estado de Guatemala y lo forman los pueblos de Guatemala, reunidos en un solo cuerpo.  El estado de Guatemala es soberano, independiente y libre en su gobierno y administración interior.»
San Martín Jilotepeque fue uno de los municipios originales del Estado de Guatemala fundado en 1825; estaba en el departamento de Sacatepéquez/Chimaltenango, cuya cabecera era Antigua Guatemala, y tenía los municipios de Jilotepeque, San Pedro Sacatepéquez, San Lucas Tejar, Chimaltenango, San Juan Sacatepéquez y Patzún.
La constitución del Estado de Guatemala emitida en 1825 también dividió al territorio del Estado en once distritos para la administración de justicia; la constitución indica que San Martín era parte del Circuito de Comalapa en el Distrito N.°8 (Sacatepéquez), junto con Comalapa, Santa Polonia, Patzum, Tecpam-Guatemala, el Molino, y Balanyá.
En esta villa se reunió el poder legislativo durante cuatro días en 1826, siendo virtualmente la capital del Estado, acontecimiento que es recordado con una placa de mármol que existe en la Municipalidad. En tal oportunidad la sede del gobierno nacional estuvo ubicada en la Casa Real, edificación situada en un costado de la plaza de San Martín Jilotepeque.

### Terremoto de 1976
El municipio de San Martín Jilotepeque fue uno de los más afectados por el terremoto de 1976; la población quedó totalmente en ruinas y únicamente sobrevivió la fuente colonial de la plaza central de la localidad.
La zona más afectada cubría alrededor de 30 000 km², con una población de 2,5 millones de personas. Cerca de veintitrés mil personas fallecieron y setenta y siete mil resultaron gravemente heridas. Aproximadamente doscientos cincuenta y ocho mil casas fueron destruidas, dejando a cerca de 1,2 millones de personas sin hogar. 40 % de la infraestructura hospitalaria nacional fue destruida, mientras que otros centros de salud también sufrieron daños sustanciales. Aparecieron grietas en el suelo en muchos lugares del país, y algunas llegaron a medir hasta un metro de ancho; también la cima de algunos cerros se agrietó y luego los cerros se desmoronaron, soterrando pueblos enteros y carreteras.
A medida que se recuperaban los cuerpos la magnitud del desastre quedaba al descubierto; las autoridades organizaron la excavación de tumbas colectivas, la cantidad de muertos era tan grande que no tuvieron alternativa. Muchos puentes, torres de alta tensión, postes de luz y de teléfonos y carreteras colapsaron o se destruyeron. Varios departamentos del país fueron destruidos por el sismo: Chimaltenango, Chiquimula, El Petén, Guatemala, Izabal y Sacatepéquez al igual que muchos pueblos y ciudades.